# Diecezja Barretos
Diecezja Barretos (łac. Dioecesis Barretensis) – diecezja Kościoła rzymskokatolickiego w Brazylii. Należy do metropolii São José do Rio Preto wchodzi w skład regionu kościelnego Sul 1. Została erygowana przez papieża Pawła VI bullą Adsiduum studium w dniu 14 kwietnia 1973.

## Główne świątynie
- Katedra: Katedra Ducha Świętego w Barretos

## Biskupi diecezjalni
- José de Matos Pereira CMF (1973–1976)
- Antônio Maria Mucciolo (1977–1989)
- Pedro Fré CSsR (1989–2000)
- Antônio Gaspar (2000–2008)
- Edmilson Amador Caetano OCist (2008–2014)
- Milton Kenan Júnior (od 2014)